# Dekanat Koszalin (diecezja koszalińsko-kołobrzeska)
Dekanat Koszalin – jeden z 24 dekanatów diecezji koszalińsko-kołobrzeska w metropolii szczecińsko-kamieńskiej. 
W skład dekanatu wchodzą następujące parafie:
- Koszalin, parafia Niepokalanego Poczęcia NMP (katedralna)
- Koszalin, parafia Podwyższenia Krzyża Świętego
- Koszalin, parafia Ducha Świętego
- Koszalin, parafia św. Wojciecha
- Koszalin, parafia św. Józefa Rzemieślnika
- Koszalin, parafia św. Kazimierza
- Koszalin, parafia św. Ignacego z Loyoli
- Koszalin, parafia św. Marcina
- Koszalin, parafia św. Matki Teresy z Kalkuty
  - Kościół filialny: Jamno
- Koszalin, parafia Trójcy Świętej (Kretomino)
  - Kościół filialny: Bonin